# 北京南海会馆
北京南海会馆，是广东省广州府南海县同乡在北京的会馆，位于西城区米市胡同43号。

## 历史
北京南海会馆原为董邦达、董诰父子的故宅，清道光四年（1824年）由南海籍人士购置，供来京应考的士子居住。整座会馆共有13个院落，190间房屋，规模宏大。院西观海堂镌刻15方苏轼书写的诗歌帖石，名为《观海堂苏帖》。1828年，京都种痘公局在南海会馆设立。
康有为故居位于南海会馆花厅院中，因院内有七棵槐树，又称七树堂。北房为书房，船形，名为“汗漫舫”。西房为卧室。清光绪八年（1882年）、1888年、1895年，康有为三次进京应试，都在此居住，最后一次进京，在此居住三年，建立“强学会”和“保国会”，创办《万国公报》，筹划变法维新，直至光绪二十四年（1898年）戊戌变法失败流亡海外。
1984年5月24日，康有为故居公布为第三批北京市文物保护单位，编号3-51。
然而被公布为文保单位后，康有为故居仍然年久失修，2005年更险些因电线老化被烧毁。2012年两会召开前，该院落被曝破败不堪，面临拆迁风险，引起该年3月全国政协文艺界别委员联组讨论会与会人员的注意，全国政协委员冯骥才甚至为此专门请假查看情况，列席会议的国家文物局时任局长励小捷亦在会场外电话联系北京市文物局负责人，得到“不存在要拆的情况，还要整体保护”的回应。同年4月24日，康有为故居所处区域的开发商北京中信房地产有限公司表示，康有为故居的七间房中，开发商已腾退五间，另外两间房因住户尚未腾退，仍在做工作。截至2016年1月，康有为故居已腾退完毕，但截至2018年仍然地处待建的工地中，未启动修缮，佛山市南海区文联主席、南海区政协委员吴彪华与南海区政协行政科副科长邹永榆为此联名向全国政协提交《尽快对北京康有为故居实施实质性的保护修缮》建议。康有为故居修缮方案二次审核于2022年10月19日获北京市文物局批复。
2025年5月25日，修缮完毕的康有为故居作为北京中海大吉巷商业街区的一部分对公众开放。